# Patrick Küng
Patrick Küng (ur. 11 stycznia 1984 w Mürtschen) – szwajcarski narciarz alpejski, mistrz świata.

## Kariera
Specjalizuje się w konkurencjach szybkościowych. Pierwszy raz na arenie międzynarodowej pojawił się 4 grudnia 1999 roku w Nendaz, gdzie w zawodach FIS Race w gigancie zajął 75. miejsce. W lutym 2004 roku brał udział w mistrzostwach świata juniorów w Mariborze, gdzie zajął między innymi czwarte miejsce w gigancie oraz szóste w supergigancie. W zawodach Pucharu Świata zadebiutował 16 stycznia 2009 roku w Wengen, gdzie zajął 19. miejsce w superkombinacji. Tym samym już w swoim debiucie zdobył pierwsze pucharowe punkty. Nieco ponad rok później, 10 marca 2010 roku w Garmisch-Partenkirchen, pierwszy raz stanął na podium, zajmując trzecie miejsce w zjeździe. W zawodach tych wyprzedzili go jedynie jego rodak Carlo Janka oraz Austriak Mario Scheiber. Pierwsze zwycięstwo w zawodach tego cyklu odniósł 7 grudnia 2013 roku w Beaver Creek, gdzie był najlepszy w supergigancie. Kolejny triumf odniósł 18 stycznia 2014 roku w Wengen, zwyciężając w zjeździe. Najlepsze wyniki osiągał w sezonie 2013/2014, kiedy to zajął 10. miejsce w klasyfikacji generalnej, natomiast w klasyfikacji supergiganta był trzeci.
W 2013 roku wystartował na mistrzostwach świata w Schladming, zajmując siódme miejsce w zjeździe i osiemnaste w supergigancie. Największy sukces w karierze osiągnął na rozgrywanych dwa lata później mistrzostwach świata w Beaver Creek, gdzie zdobył złoty medal w zjeździe. Dwa dni wcześniej zajął szesnaste miejsce w supergigancie. W międzyczasie brał udział w igrzyskach olimpijskich w Soczi w 2014 roku, zajmując dwunaste w supergigancie i piętnaste miejsce w zjeździe.

## Osiągnięcia

### Igrzyska olimpijskie
| Miejsce | Dzień     | Rok  | Miejscowość | Konkurencja | Czas biegu | Strata | Zwycięzca      |
| ------- | --------- | ---- | ----------- | ----------- | ---------- | ------ | -------------- |
| 15.     | 9 lutego  | 2014 | Soczi       | Zjazd       | 2:06,23    | +1,59  | Matthias Mayer |
| 12.     | 16 lutego | 2014 | Soczi       | Supergigant | 1:18,14    | +1,24  | Kjetil Jansrud |

### Mistrzostwa świata
| Miejsce | Dzień     | Rok  | Miejscowość  | Konkurencja | Czas biegu | Strata | Zwycięzca          |
| ------- | --------- | ---- | ------------ | ----------- | ---------- | ------ | ------------------ |
| 18.     | 6 lutego  | 2013 | Schladming   | Supergigant | 1:23,96    | +1,97  | Ted Ligety         |
| 7.      | 9 lutego  | 2013 | Schladming   | Zjazd       | 2:01,32    | +1,54  | Aksel Lund Svindal |
| 16.     | 5 lutego  | 2015 | Beaver Creek | Supergigant | 1:15,68    | +1,01  | Hannes Reichelt    |
| 1.      | 7 lutego  | 2015 | Beaver Creek | Zjazd       | 1:43,18    | -      | -                  |
| 22.     | 9 lutego  | 2017 | Sankt Moritz | Supergigant | 1:25,38    | +2,06  | Erik Guay          |
| 4.      | 12 lutego | 2017 | Sankt Moritz | Zjazd       | 1:38,91    | +0,39  | Beat Feuz          |

### Mistrzostwa świata juniorów
| Miejsce | Dzień     | Rok  | Miejscowość | Konkurencja | Czas biegu | Strata | Zwycięzca        |
| ------- | --------- | ---- | ----------- | ----------- | ---------- | ------ | ---------------- |
| 19.     | 10 lutego | 2004 | Maribor     | Zjazd       | 1:09,61    | +1,44  | Romed Baumann    |
| 13.     | 12 lutego | 2004 | Maribor     | Supergigant | 1:17,49    | +1,31  | Hans Olsson      |
| 4.      | 13 lutego | 2004 | Maribor     | Gigant      | 2:17,40    | +1,32  | Jeffrey Harrison |
| DNF1    | 14 lutego | 2004 | Maribor     | Slalom      | 1:33,33    | -      | Raphael Fässler  |

### Puchar Świata

#### Miejsca w klasyfikacji generalnej
- sezon 2008/2009: 113.
- sezon 2009/2010: 40.
- sezon 2010/2011: 33.
- sezon 2011/2012: 44.
- sezon 2012/2013: 56.
- sezon 2013/2014: 10.
- sezon 2014/2015: 21.

#### Miejsca na podium w zawodach
1. Garmisch-Partenkirchen – 10 marca 2010 (zjazd) – 3. miejsce[2]
2. Bormio – 29 grudnia 2011 (zjazd) – 2. miejsce
3. Beaver Creek – 7 grudnia 2013 (supergigant) – 1. miejsce
4. Wengen – 18 stycznia 2014 (zjazd) – 1. miejsce
5. Kvitfjell – 2 marca 2014 (supergigant) – 2. miejsce